# Resultaten van de talentelling per gemeente van het Brussels Hoofdstedelijk Gewest
De talentelling was een onderdeel van de tienjaarlijkse volkstelling die in België werd gehouden vanaf 1846. Bedoeling van de telling was in het meertalige België na te gaan waar en door hoevelen welke taal en/of talen gesproken en/of gekend werden.
De resultaten van de talentelling en dan vooral deze van Brussel en de taalgrensgemeenten hebben in België een grote rol gespeeld in de afwikkeling van de communautaire conflicten tussen Nederlands- en Franstaligen. Deze cijfers geven bovendien op objectieve en meetbare wijze aan dat Brussel (19 gemeenten die nu deel uitmaken van het Brussels Hoofdstedelijk Gewest) in een tijdspanne van nog geen honderd jaar van overwegend Nederlandstalig, overwegend Franstalig is geworden (zie Verfransing van Brussel, Nederlands in België#Nederlands in Brussel).

## Opmerkingen bij de cijfers
Kinderen tot de leeftijd van twee jaar werden voor de tellingen van 1846 tot en met 1890 opgeteld bij de taal die gesproken werd in het gezin, vanaf de telling van 1900 werden ze opgenomen in de rubriek "geen".
Bij de telling van 1846 werd gevraagd naar de taal die men sprak, waarbij op het modelformulier vier talen gespecifieerd werden, namelijk: "Hollands/Vlaams", "Frans/Waals", "Duits", "Engels". Er was ook een rubriek "Andere Taal" voorzien, zonder verdere verduidelijking. (Het modelformulier was overigens in het Frans opgesteld).
Vanaf de telling van 1866 vroeg men naar de talen die men kende, waarbij men zich beperkte tot Nederlands, Frans en Duits. Naar kennis van het Engels werd niet langer gepeild. Er was wel een rubriek "geen". Vanaf de telling van 1910 werd behalve naar de kennis ook gevraagd welke taal door de ondervraagde uitsluitend of meestal gesproken werd, zonder te specifiëren in welke context (huiskring, beroep, openbaar leven).
Bij de berekening van de aandeel % is de groep "geen" buiten beschouwing gelaten.
Voor de resultaten van 1846 zijn de resultaten voor "Engels" en "Andere Taal"  niet opgenomen, wegens te onbeduidend.

## Resultaten
Hieronder staan in tabelvorm de resultaten van de telling per gemeente voor de tellingen van 1846 tot 1947. De bron van alle resultaten is het Belgisch Staatsblad.

### Anderlecht
Gekende talen
|      | Aantal   | Aantal  | Aantal   | Aantal  | Aantal   | Aantal  | Aantal       | Aantal       | Aandeel  | Aandeel | Aandeel  | Aandeel | Aandeel  | Aandeel | Aandeel      |
| Jaar | enkel nl | fr & nl | enkel fr | de & fr | enkel de | de & nl | de & fr & nl | enkel andere | enkel nl | fr & nl | enkel fr | de & fr | enkel de | de & nl | de & fr & nl |
| ---- | -------- | ------- | -------- | ------- | -------- | ------- | ------------ | ------------ | -------- | ------- | -------- | ------- | -------- | ------- | ------------ |
| 1846 | 5.365    |         | 474      |         | 10       |         |              |              | 91,7%    |         | 8,1%     |         | 0,2%     |         |              |
| 1866 | 8.278    | 1.976   | 1.134    | 16      | 56       | 13      | 22           | 84           | 72,0%    | 17,2%   | 9,9%     | 0,1%    | 0,5%     | 0,1%    | 0,2%         |
| 1880 | 13.583   | 4.254   | 3.030    | 100     | 177      | 53      | 59           | 26           | 63,9%    | 20,0%   | 14,3%    | 0,5%    | 0,8%     | 0,2%    | 0,3%         |
| 1890 | 14.974   | 12.473  | 3.792    | 172     | 120      | 94      | 631          | 55           | 46,4%    | 38,7%   | 11,8%    | 0,5%    | 0,4%     | 0,3%    | 2,0%         |
| 1900 | 17.834   | 18.269  | 11.895   | 381     | 257      | 124     | 943          | 3.226        | 35,9%    | 36,8%   | 23,9%    | 0,8%    | 0,5%     | 0,2%    | 1,9%         |
| 1910 | 24.320   | 23.486  | 11.211   | 540     | 356      | 193     | 1.131        | 2.900        | 39,7%    | 38,4%   | 18,3%    | 0,9%    | 0,6%     | 0,3%    | 1,8%         |
| 1920 | 20.207   | 33.953  | 10.432   | 171     | 196      | 26      | 529          | 1.524        | 30,8%    | 51,8%   | 15,9%    | 0,3%    | 0,3%     | 0,0%    | 0,8%         |
| 1930 | 20.998   | 38.796  | 15.381   | 703     | 463      | 141     | 941          | 2.623        | 27,1%    | 50,1%   | 19,9%    | 0,9%    | 0,6%     | 0,2%    | 1,2%         |
| 1947 | 14.415   | 46.531  | 18.689   | 627     | 152      | 221     | 3.453        | 2.324        | 17,1%    | 55,3%   | 22,2%    | 0,7%    | 0,2%     | 0,3%    | 4,1%         |

Taal die meestal of uitsluitend gesproken wordt.
|      | Aantal | Aantal | Aantal | Aandeel | Aandeel | Aandeel |
| Jaar | nl     | fr     | de     | nl      | fr      | de      |
| ---- | ------ | ------ | ------ | ------- | ------- | ------- |
| 1910 | 38.642 | 21.550 | 1.045  | 63,1%   | 35,2%   | 1,7%    |
| 1920 | 41.432 | 23.782 | 300    | 63,2%   | 36,3%   | 0,5%    |
| 1930 | 43.986 | 31.678 | 862    | 57,5%   | 41,4%   | 1,1%    |
| 1947 | 33.929 | 46.605 | 254    | 42,0%   | 57,7%   | 0,3%    |

### Brussel (stad)
Gekende talen
|      | Aantal   | Aantal  | Aantal   | Aantal  | Aantal   | Aantal  | Aantal       | Aantal       | Aandeel  | Aandeel | Aandeel  | Aandeel | Aandeel  | Aandeel | Aandeel      |
| Jaar | enkel nl | fr & nl | enkel fr | de & fr | enkel de | de & nl | de & fr & nl | enkel andere | enkel nl | fr & nl | enkel fr | de & fr | enkel de | de & nl | de & fr & nl |
| ---- | -------- | ------- | -------- | ------- | -------- | ------- | ------------ | ------------ | -------- | ------- | -------- | ------- | -------- | ------- | ------------ |
| 1846 | 74.680   |         | 47.534   |         | 966      |         |              |              | 60,6%    |         | 38,6%    |         | 0,8%     |         |              |
| 1866 | 61.787   | 60.596  | 31.693   | 987     | 952      | 240     | 1.085        | 471          | 39,3%    | 38,5%   | 20,1%    | 0,6%    | 0,6%     | 0,2%    | 0,7%         |
| 1880 | 59.212   | 48.752  | 40.741   | 1.930   | 1.700    | 190     | 1.815        | 1.595        | 38,4%    | 31,6%   | 26,4%    | 1,3%    | 1,1%     | 0,1%    | 1,2%         |
| 1890 | 40.502   | 90.420  | 35.505   | 3.010   | 910      | 292     | 5.226        | 273          | 23,0%    | 51,4%   | 20,2%    | 1,7%    | 0,5%     | 0,2%    | 3,0%         |
| 1900 | 36.309   | 87.897  | 42.371   | 3.738   | 1.137    | 227     | 4.961        | 7.096        | 20,6%    | 49,8%   | 24,0%    | 2,1%    | 0,6%     | 0,1%    | 2,8%         |
| 1910 | 29.081   | 85.414  | 47.385   | 4.285   | 1.247    | 230     | 4.537        | 4.899        | 16,9%    | 49,6%   | 27,5%    | 2,5%    | 0,7%     | 0,1%    | 2,6%         |
| 1920 | 12.744   | 83.267  | 50.790   | 915     | 43       | 32      | 2.552        | 4.458        | 8,5%     | 55,4%   | 33,8%    | 0,6%    | 0,0%     | 0,0%    | 1,7%         |
| 1930 | 25.858   | 95.991  | 67.408   | 2.052   | 517      | 210     | 3.303        | 5.094        | 13,2%    | 49,1%   | 34,5%    | 1,1%    | 0,3%     | 0,1%    | 1,7%         |
| 1947 | 17.788   | 83.260  | 65.219   | 3.289   | 358      | 445     | 9.790        | 4.689        | 9,9%     | 46,2%   | 36,2%    | 1,8%    | 0,2%     | 0,2%    | 5,4%         |

Taal die meestal of uitsluitend gesproken wordt.
|      | Aantal | Aantal  | Aantal | Aandeel | Aandeel | Aandeel |
| Jaar | nl     | fr      | de     | nl      | fr      | de      |
| ---- | ------ | ------- | ------ | ------- | ------- | ------- |
| 1910 | 79.228 | 89.517  | 3.434  | 46,0%   | 52,0%   | 2,0%    |
| 1920 | 49.135 | 101.096 | 110    | 32,7%   | 67,2%   | 0,1%    |
| 1930 | 69.524 | 124.769 | 1.036  | 35,6%   | 63,9%   | 0,5%    |
| 1947 | 44.928 | 132.986 | 659    | 25,2%   | 74,5%   | 0,4%    |

### Elsene
Gekende talen
|      | Aantal   | Aantal  | Aantal   | Aantal  | Aantal   | Aantal  | Aantal       | Aantal       | Aandeel  | Aandeel | Aandeel  | Aandeel | Aandeel  | Aandeel | Aandeel      |
| Jaar | enkel nl | fr & nl | enkel fr | de & fr | enkel de | de & nl | de & fr & nl | enkel andere | enkel nl | fr & nl | enkel fr | de & fr | enkel de | de & nl | de & fr & nl |
| ---- | -------- | ------- | -------- | ------- | -------- | ------- | ------------ | ------------ | -------- | ------- | -------- | ------- | -------- | ------- | ------------ |
| 1846 | 7.493    |         | 6.407    |         | 70       |         |              |              | 53,6%    |         | 45,9%    |         | 0,5%     |         |              |
| 1866 | 6.349    | 5.755   | 10.183   | 281     | 182      | 13      | 106          | 336          | 27,6%    | 25,2%   | 44,5%    | 1,2%    | 0,8%     | 0,1%    | 0,5%         |
| 1880 | 7.581    | 7.764   | 17.481   | 594     | 370      | 30      | 339          | 411          | 22,2%    | 22,7%   | 51,2%    | 1,7%    | 1,1%     | 0,1%    | 1,0%         |
| 1890 | 4.645    | 15.232  | 22.181   | 932     | 151      | 88      | 1.099        | 169          | 10,5%    | 34,4%   | 50,0%    | 2,1%    | 0,3%     | 0,2%    | 2,5%         |
| 1900 | 3.925    | 20.977  | 27.833   | 1.331   | 244      | 100     | 1.597        | 2.586        | 7,0%     | 37,5%   | 49,7%    | 2,4%    | 0,4%     | 0,2%    | 2,9%         |
| 1910 | 6.733    | 19.799  | 39.473   | 2.079   | 480      | 76      | 1.807        | 2.544        | 9,6%     | 28,1%   | 56,0%    | 3,0%    | 0,7%     | 0,1%    | 2,6%         |
| 1920 | 3.504    | 26.005  | 47.373   | 832     | 26       | 7       | 1.289        | 2.209        | 4,4%     | 32,9%   | 59,9%    | 1,1%    | 0,0%     | 0,0%    | 1,6%         |
| 1930 | 3.505    | 22.280  | 52.926   | 1.736   | 128      | 8       | 1.355        | 1.974        | 4,3%     | 27,2%   | 64,6%    | 2,1%    | 0,2%     | 0,0%    | 1,7%         |
| 1947 | 2.529    | 25.863  | 52.528   | 2.624   | 220      | 99      | 4.519        | 2.329        | 2,9%     | 29,3%   | 59,4%    | 3,0%    | 0,2%     | 0,1%    | 5,1%         |

Taal die meestal of uitsluitend gesproken wordt.
|      | Aantal | Aantal | Aantal | Aandeel | Aandeel | Aandeel |
| Jaar | nl     | fr     | de     | nl      | fr      | de      |
| ---- | ------ | ------ | ------ | ------- | ------- | ------- |
| 1910 | 14.760 | 54.147 | 1.540  | 21,0%   | 76,9%   | 2,2%    |
| 1920 | 10.200 | 68.750 | 86     | 12,9%   | 87,0%   | 0,1%    |
| 1930 | 9.255  | 72.319 | 364    | 11,3%   | 88,3%   | 0,4%    |
| 1947 | 8.648  | 79.256 | 394    | 9,8%    | 89,8%   | 0,4%    |

### Etterbeek
Gekende talen
|      | Aantal   | Aantal  | Aantal   | Aantal  | Aantal   | Aantal  | Aantal       | Aantal       | Aandeel  | Aandeel | Aandeel  | Aandeel | Aandeel  | Aandeel | Aandeel      |
| Jaar | enkel nl | fr & nl | enkel fr | de & fr | enkel de | de & nl | de & fr & nl | enkel andere | enkel nl | fr & nl | enkel fr | de & fr | enkel de | de & nl | de & fr & nl |
| ---- | -------- | ------- | -------- | ------- | -------- | ------- | ------------ | ------------ | -------- | ------- | -------- | ------- | -------- | ------- | ------------ |
| 1846 | 2.965    |         | 91       |         | 5        |         |              |              | 96,9%    |         | 3,0%     |         | 0,2%     |         |              |
| 1866 | 3.528    | 513     | 515      | 17      | 25       | 3       | 3            | 7            | 76,6%    | 11,1%   | 11,2%    | 0,4%    | 0,5%     | 0,1%    | 0,1%         |
| 1880 | 4.679    | 3.382   | 2.649    | 117     | 53       | 8       | 109          | 8            | 42,5%    | 30,8%   | 24,1%    | 1,1%    | 0,5%     | 0,1%    | 1,0%         |
| 1890 | 4.856    | 7.727   | 4.606    | 170     | 33       | 23      | 313          | 7            | 27,4%    | 43,6%   | 26,0%    | 1,0%    | 0,2%     | 0,1%    | 1,8%         |
| 1900 | 4.917    | 8.845   | 5.459    | 204     | 41       | 11      | 377          | 964          | 24,8%    | 44,6%   | 27,5%    | 1,0%    | 0,2%     | 0,1%    | 1,9%         |
| 1910 | 6.596    | 13.166  | 11.107   | 405     | 45       | 38      | 629          | 1.241        | 20,6%    | 41,2%   | 34,7%    | 1,3%    | 0,1%     | 0,1%    | 2,0%         |
| 1920 | 4.566    | 16.515  | 16.732   | 135     | 12       | 2       | 501          | 1.350        | 11,9%    | 42,9%   | 43,5%    | 0,4%    | 0,0%     | 0,0%    | 1,3%         |
| 1930 | 3.615    | 16.740  | 22.660   | 484     | 47       | 20      | 624          | 1.138        | 8,2%     | 37,9%   | 51,3%    | 1,1%    | 0,1%     | 0,0%    | 1,4%         |
| 1947 | 2.261    | 19.307  | 23.677   | 879     | 29       | 55      | 2.480        | 1.352        | 4,6%     | 39,7%   | 48,6%    | 1,8%    | 0,1%     | 0,1%    | 5,1%         |

Taal die meestal of uitsluitend gesproken wordt.
|      | Aantal | Aantal | Aantal | Aandeel | Aandeel | Aandeel |
| Jaar | nl     | fr     | de     | nl      | fr      | de      |
| ---- | ------ | ------ | ------ | ------- | ------- | ------- |
| 1910 | 13.766 | 18.047 | 163    | 43,1%   | 56,4%   | 0,5%    |
| 1920 | 11.689 | 26.749 | 25     | 30,4%   | 69,5%   | 0,1%    |
| 1930 | 10.263 | 33.702 | 123    | 23,3%   | 76,4%   | 0,3%    |
| 1947 | 7.081  | 39.239 | 73     | 15,3%   | 84,6%   | 0,2%    |

### Evere
De gemeente Evere werd pas in 1954 op basis van de resultaten van de laatste talentelling van 1947 toegevoegd aan het tweetalige gebied van wat nu het Brussels Hoofdstedelijk Gewest is.
Gekende talen
|      | Aantal   | Aantal  | Aantal   | Aantal  | Aantal   | Aantal  | Aantal       | Aantal       | Aandeel  | Aandeel | Aandeel  | Aandeel | Aandeel  | Aandeel | Aandeel      |
| Jaar | enkel nl | fr & nl | enkel fr | de & fr | enkel de | de & nl | de & fr & nl | enkel andere | enkel nl | fr & nl | enkel fr | de & fr | enkel de | de & nl | de & fr & nl |
| ---- | -------- | ------- | -------- | ------- | -------- | ------- | ------------ | ------------ | -------- | ------- | -------- | ------- | -------- | ------- | ------------ |
| 1846 | 1.370    |         | 1        |         | 0        |         |              |              | 99,9%    |         | 0,1%     |         | 0,0%     |         |              |
| 1866 | 1.386    | 140     | 7        | 1       | 0        | 1       | 2            | 0            | 90,2%    | 9,1%    | 0,5%     | 0,1%    | 0,0%     | 0,1%    | 0,1%         |
| 1880 | 1.678    | 372     | 32       | 0       | 2        | 0       | 1            | 0            | 80,5%    | 17,8%   | 1,5%     | 0,0%    | 0,1%     | 0,0%    | 0,0%         |
| 1890 | 2.202    | 496     | 69       | 2       | 8        | 0       | 6            | 3            | 79,1%    | 17,8%   | 2,5%     | 0,1%    | 0,3%     | 0,0%    | 0,2%         |
| 1900 | 2.628    | 733     | 220      | 11      | 0        | 0       | 19           | 261          | 72,8%    | 20,3%   | 6,1%     | 0,3%    | 0,0%     | 0,0%    | 0,5%         |
| 1910 | 3.560    | 1.653   | 452      | 10      | 18       | 12      | 46           | 280          | 61,9%    | 28,7%   | 7,9%     | 0,2%    | 0,3%     | 0,2%    | 0,8%         |
| 1920 | 3.623    | 2.542   | 693      | 8       | 0        | 1       | 49           | 276          | 52,4%    | 36,8%   | 10,0%    | 0,1%    | 0,0%     | 0,0%    | 0,7%         |
| 1930 | 3.751    | 4.328   | 1.450    | 28      | 7        | 9       | 92           | 351          | 38,8%    | 44,8%   | 15,0%    | 0,3%    | 0,1%     | 0,1%    | 1,0%         |
| 1947 | 3.327    | 7.653   | 3.100    | 88      | 7        | 21      | 621          | 460          | 22,5%    | 51,7%   | 20,9%    | 0,6%    | 0,0%     | 0,1%    | 4,2%         |

Taal die meestal of uitsluitend gesproken wordt.
|      | Aantal | Aantal | Aantal | Aandeel | Aandeel | Aandeel |
| Jaar | nl     | fr     | de     | nl      | fr      | de      |
| ---- | ------ | ------ | ------ | ------- | ------- | ------- |
| 1910 | 4.855  | 864    | 32     | 84,4%   | 15,0%   | 0,6%    |
| 1920 | 5.575  | 1.340  | 1      | 80,6%   | 19,4%   | 0,0%    |
| 1930 | 6.701  | 2.941  | 21     | 69,3%   | 30,4%   | 0,2%    |
| 1947 | 7.370  | 7.406  | 22     | 49,8%   | 50,0%   | 0,1%    |

### Ganshoren
De gemeente Ganshoren werd pas in 1954 op basis van de resultaten van de laatste talentelling van 1947 toegevoegd aan het tweetalige gebied van wat nu het Brussels Hoofdstedelijk Gewest is.
Gekende talen
|      | Aantal   | Aantal  | Aantal   | Aantal  | Aantal   | Aantal  | Aantal       | Aantal       | Aandeel  | Aandeel | Aandeel  | Aandeel | Aandeel  | Aandeel | Aandeel      |
| Jaar | enkel nl | fr & nl | enkel fr | de & fr | enkel de | de & nl | de & fr & nl | enkel andere | enkel nl | fr & nl | enkel fr | de & fr | enkel de | de & nl | de & fr & nl |
| ---- | -------- | ------- | -------- | ------- | -------- | ------- | ------------ | ------------ | -------- | ------- | -------- | ------- | -------- | ------- | ------------ |
| 1846 | 1.015    |         | 0        |         | 0        |         |              |              | 100,0%   |         |          |         |          |         |              |
| 1866 | 1.070    | 46      | 3        | 0       | 0        | 0       | 0            | 0            | 95,6%    | 4,1%    | 0,3%     | 0,0%    | 0,0%     | 0,0%    | 0,0%         |
| 1880 | 1.338    | 101     | 25       | 1       | 0        | 0       | 0            | 0            | 91,3%    | 6,9%    | 1,7%     | 0,1%    | 0,0%     | 0,0%    | 0,0%         |
| 1890 | 1.949    | 98      | 40       | 4       | 0        | 0       | 7            | 0            | 92,9%    | 4,7%    | 1,9%     | 0,2%    | 0,0%     | 0,0%    | 0,3%         |
| 1900 | 2.371    | 221     | 90       | 2       | 4        | 0       | 9            | 175          | 87,9%    | 8,2%    | 3,3%     | 0,1%    | 0,1%     | 0,0%    | 0,3%         |
| 1910 | 2.895    | 639     | 414      | 29      | 2        | 6       | 39           | 167          | 71,9%    | 15,9%   | 10,3%    | 0,7%    | 0,0%     | 0,1%    | 1,0%         |
| 1920 | 2.254    | 1.252   | 706      | 1       | 0        | 0       | 26           | 212          | 53,2%    | 29,5%   | 16,7%    | 0,0%    | 0,0%     | 0,0%    | 0,6%         |
| 1930 | 2.600    | 1.659   | 1.051    | 19      | 2        | 1       | 44           | 151          | 48,4%    | 30,9%   | 19,5%    | 0,4%    | 0,0%     | 0,0%    | 0,8%         |
| 1947 | 1.824    | 4.165   | 2.304    | 75      | 16       | 11      | 460          | 237          | 20,6%    | 47,0%   | 26,0%    | 0,8%    | 0,2%     | 0,1%    | 5,2%         |

Taal die meestal of uitsluitend gesproken wordt.
|      | Aantal | Aantal | Aantal | Aandeel | Aandeel | Aandeel |
| Jaar | nl     | fr     | de     | nl      | fr      | de      |
| ---- | ------ | ------ | ------ | ------- | ------- | ------- |
| 1910 | 3.271  | 734    | 19     | 81,3%   | 18,2%   | 0,5%    |
| 1920 | 3.102  | 1.137  | 0      | 73,2%   | 26,8%   | 0,0%    |
| 1930 | 3.481  | 1.890  | 4      | 64,8%   | 35,2%   | 0,1%    |
| 1947 | 3.874  | 4.947  | 20     | 43,8%   | 56,0%   | 0,2%    |

### Haren
De gemeente Haren werd na 1920 deel van de stad Brussel, aparte cijfers voor de tellingen van 1930 en 1947 zijn derhalve niet beschikbaar.
Gekende talen
|      | Aantal   | Aantal  | Aantal   | Aantal  | Aantal   | Aantal  | Aantal       | Aantal       | Aandeel  | Aandeel | Aandeel  | Aandeel | Aandeel  | Aandeel | Aandeel      |
| Jaar | enkel nl | fr & nl | enkel fr | de & fr | enkel de | de & nl | de & fr & nl | enkel andere | enkel nl | fr & nl | enkel fr | de & fr | enkel de | de & nl | de & fr & nl |
| ---- | -------- | ------- | -------- | ------- | -------- | ------- | ------------ | ------------ | -------- | ------- | -------- | ------- | -------- | ------- | ------------ |
| 1846 | 770      |         | 4        |         | 0        |         |              |              | 99,5%    |         | 0,5%     |         |          |         |              |
| 1866 | 726      | 26      | 6        | 0       | 0        | 0       | 0            | 44           | 95,8%    | 3,4%    | 0,8%     | 0,0%    | 0,0%     | 0,0%    | 0,0%         |
| 1880 | 1.002    | 37      | 0        | 0       | 0        | 0       | 0            | 0            | 96,4%    | 3,6%    | 0,0%     | 0,0%    | 0,0%     | 0,0%    | 0,0%         |
| 1890 | 1.273    | 131     | 32       | 0       | 2        | 1       | 6            | 0            | 88,1%    | 9,1%    | 2,2%     | 0,0%    | 0,1%     | 0,1%    | 0,4%         |
| 1900 | 1.485    | 235     | 35       | 0       | 0        | 1       | 14           | 130          | 83,9%    | 13,3%   | 2,0%     | 0,0%    | 0,0%     | 0,1%    | 0,8%         |
| 1910 | 2.396    | 333     | 64       | 4       | 4        | 1       | 15           | 183          | 85,1%    | 11,8%   | 2,3%     | 0,1%    | 0,1%     | 0,0%    | 0,5%         |
| 1920 | 2.615    | 438     | 140      | 1       | 0        | 0       | 2            | 151          | 81,8%    | 13,7%   | 4,4%     | 0,0%    | 0,0%     | 0,0%    | 0,1%         |
| 1930 |          |         |          |         |          |         |              |              |          |         |          |         |          |         |              |
| 1947 |          |         |          |         |          |         |              |              |          |         |          |         |          |         |              |

Taal die meestal of uitsluitend gesproken wordt.
|      | Aantal | Aantal | Aantal | Aandeel | Aandeel | Aandeel |
| Jaar | nl     | fr     | de     | nl      | fr      | de      |
| ---- | ------ | ------ | ------ | ------- | ------- | ------- |
| 1910 | 2.678  | 133    | 6      | 95,1%   | 4,7%    | 0,2%    |
| 1920 | 2.985  | 211    | 0      | 93,4%   | 6,6%    | 0,0%    |
| 1930 |        |        |        |         |         |         |
| 1947 |        |        |        |         |         |         |

### Jette
Gekende talen
|      | Aantal   | Aantal  | Aantal   | Aantal  | Aantal   | Aantal  | Aantal       | Aantal       | Aandeel  | Aandeel | Aandeel  | Aandeel | Aandeel  | Aandeel | Aandeel      |
| Jaar | enkel nl | fr & nl | enkel fr | de & fr | enkel de | de & nl | de & fr & nl | enkel andere | enkel nl | fr & nl | enkel fr | de & fr | enkel de | de & nl | de & fr & nl |
| ---- | -------- | ------- | -------- | ------- | -------- | ------- | ------------ | ------------ | -------- | ------- | -------- | ------- | -------- | ------- | ------------ |
| 1846 | 1.729    |         | 252      |         | 0        |         |              |              | 87,3%    |         | 12,7%    |         |          |         |              |
| 1866 | 1.839    | 286     | 132      | 1       | 0        | 1       | 2            | 0            | 81,3%    | 12,6%   | 5,8%     | 0,0%    | 0,0%     | 0,0%    | 0,1%         |
| 1880 | 3.652    | 379     | 316      | 8       | 24       | 2       | 14           | 7            | 83,1%    | 8,6%    | 7,2%     | 0,2%    | 0,5%     | 0,0%    | 0,3%         |
| 1890 | 4.273    | 1.673   | 504      | 49      | 6        | 8       | 122          | 0            | 64,4%    | 25,2%   | 7,6%     | 0,7%    | 0,1%     | 0,1%    | 0,8%         |
| 1900 | 4.969    | 3.403   | 882      | 67      | 24       | 10      | 166          | 532          | 52,2%    | 35,7%   | 9,3%     | 0,7%    | 0,3%     | 0,1%    | 1,7%         |
| 1910 | 7.775    | 4.191   | 1.811    | 110     | 42       | 39      | 227          | 587          | 54,8%    | 29,5%   | 12,8%    | 0,8%    | 0,3%     | 0,3%    | 1,6%         |
| 1920 | 7.018    | 5.907   | 2.118    | 34      | 6        | 1       | 153          | 872          | 46,1%    | 38,8%   | 13,9%    | 0,2%    | 0,0%     | 0,0%    | 1,0%         |
| 1930 | 6.180    | 10.519  | 4.381    | 102     | 5        | 15      | 350          | 674          | 28,7%    | 48,8%   | 20,3%    | 0,5%    | 0,0%     | 0,1%    | 1,6%         |
| 1947 | 4.579    | 15.348  | 6.966    | 238     | 11       | 38      | 1.564        | 740          | 15,9%    | 53,4%   | 24,2%    | 0,8%    | 0,0%     | 0,1%    | 5,4%         |

Taal die meestal of uitsluitend gesproken wordt.
|      | Aantal | Aantal | Aantal | Aandeel | Aandeel | Aandeel |
| Jaar | nl     | fr     | de     | nl      | fr      | de      |
| ---- | ------ | ------ | ------ | ------- | ------- | ------- |
| 1910 | 10.861 | 3.205  | 129    | 76,5%   | 22,6%   | 0,9%    |
| 1920 | 10.859 | 4.361  | 20     | 71,3%   | 28,6%   | 0,1%    |
| 1930 | 12.362 | 9.164  | 17     | 57,4%   | 42,5%   | 0,1%    |
| 1947 | 11.773 | 16.669 | 45     | 41,3%   | 58,5%   | 0,2%    |

### Koekelberg
Gekende talen
|      | Aantal   | Aantal  | Aantal   | Aantal  | Aantal   | Aantal  | Aantal       | Aantal       | Aandeel  | Aandeel | Aandeel  | Aandeel | Aandeel  | Aandeel | Aandeel      |
| Jaar | enkel nl | fr & nl | enkel fr | de & fr | enkel de | de & nl | de & fr & nl | enkel andere | enkel nl | fr & nl | enkel fr | de & fr | enkel de | de & nl | de & fr & nl |
| ---- | -------- | ------- | -------- | ------- | -------- | ------- | ------------ | ------------ | -------- | ------- | -------- | ------- | -------- | ------- | ------------ |
| 1846 | 2.143    |         | 33       |         | 12       |         |              |              | 97,9%    |         | 1,5%     |         | 0,5%     |         |              |
| 1866 | 2.978    | 493     | 58       | 8       | 2        | 0       | 15           | 0            | 83,5%    | 13,9%   | 1,6%     | 0,2%    | 0,1%     | 0,0%    | 0,4%         |
| 1880 | 3.445    | 980     | 47       | 17      | 8        | 8       | 21           | 0            | 76,1%    | 21,7%   | 1,0%     | 0,4%    | 0,2%     | 0,2%    | 0,5%         |
| 1890 | 4.666    | 1.184   | 307      | 17      | 24       | 8       | 66           | 0            | 74,4%    | 18,9%   | 4,9%     | 0,3%    | 0,4%     | 0,1%    | 1,1%         |
| 1900 | 4.942    | 3.775   | 1.058    | 47      | 16       | 60      | 182          | 570          | 49,0%    | 37,5%   | 10,5%    | 0,5%    | 0,2%     | 0,6%    | 1,8%         |
| 1910 | 5.702    | 4.378   | 1.770    | 63      | 22       | 34      | 224          | 557          | 46,8%    | 35,9%   | 14,5%    | 0,5%    | 0,2%     | 0,3%    | 1,8%         |
| 1920 | 4.479    | 5.504   | 1.948    | 29      | 2        | 3       | 108          | 429          | 37,1%    | 45,6%   | 16,1%    | 0,2%    | 0,0%     | 0,0%    | 0,9%         |
| 1930 | 3.240    | 7.290   | 2.679    | 78      | 8        | 7       | 226          | 378          | 24,0%    | 53,9%   | 19,8%    | 0,6%    | 0,1%     | 0,1%    | 1,7%         |
| 1947 | 2.097    | 8.351   | 3.227    | 148     | 18       | 39      | 854          | 369          | 14,2%    | 56,7%   | 21,9%    | 1,0%    | 0,1%     | 0,3%    | 5,8%         |

Taal die meestal of uitsluitend gesproken wordt.
|      | Aantal | Aantal | Aantal | Aandeel | Aandeel | Aandeel |
| Jaar | nl     | fr     | de     | nl      | fr      | de      |
| ---- | ------ | ------ | ------ | ------- | ------- | ------- |
| 1910 | 8.389  | 3.723  | 81     | 68,8%   | 30,5%   | 0,7%    |
| 1920 | 7.620  | 4.445  | 8      | 63,1%   | 36,8%   | 0,1%    |
| 1930 | 7.779  | 5.671  | 29     | 57,7%   | 42,1%   | 0,2%    |
| 1947 | 5.866  | 8.779  | 41     | 39,9%   | 59,8%   | 0,3%    |

### Laken
De gemeente Laken werd na 1920 deel van de stad Brussel, aparte cijfers voor de tellingen van 1930 en 1947 zijn derhalve niet beschikbaar.
Gekende talen
|      | Aantal   | Aantal  | Aantal   | Aantal  | Aantal   | Aantal  | Aantal       | Aantal       | Aandeel  | Aandeel | Aandeel  | Aandeel | Aandeel  | Aandeel | Aandeel      |
| Jaar | enkel nl | fr & nl | enkel fr | de & fr | enkel de | de & nl | de & fr & nl | enkel andere | enkel nl | fr & nl | enkel fr | de & fr | enkel de | de & nl | de & fr & nl |
| ---- | -------- | ------- | -------- | ------- | -------- | ------- | ------------ | ------------ | -------- | ------- | -------- | ------- | -------- | ------- | ------------ |
| 1846 | 3.131    |         | 853      |         | 18       |         |              |              | 78,2%    |         | 21,3%    |         | 0,4%     |         |              |
| 1866 | 5.460    | 2.813   | 862      | 34      | 7        | 59      | 62           | 10           | 58,7%    | 30,3%   | 9,3%     | 0,4%    | 0,1%     | 0,6%    | 0,7%         |
| 1880 | 9.129    | 5.142   | 1.970    | 86      | 113      | 27      | 120          | 90           | 55,0%    | 31,0%   | 11,9%    | 0,5%    | 0,7%     | 0,2%    | 0,7%         |
| 1890 | 9.572    | 12.444  | 2.643    | 84      | 57       | 50      | 437          | 2            | 37,9%    | 49,2%   | 10,5%    | 0,3%    | 0,2%     | 0,2%    | 1,7%         |
| 1900 | 11.658   | 13.195  | 3.228    | 129     | 57       | 102     | 449          | 1.620        | 40,5%    | 45,8%   | 11,2%    | 0,4%    | 0,2%     | 0,4%    | 1,6%         |
| 1910 | 12.720   | 15.230  | 4.720    | 210     | 101      | 68      | 553          | 1.422        | 37,9%    | 45,3%   | 14,0%    | 0,6%    | 0,3%     | 0,2%    | 1,6%         |
| 1920 | 8.295    | 23.345  | 7.008    | 90      | 4        | 10      | 496          | 1.433        | 21,1%    | 59,5%   | 17,9%    | 0,2%    | 0,0%     | 0,0%    | 1,3%         |
| 1930 |          |         |          |         |          |         |              |              |          |         |          |         |          |         |              |
| 1947 |          |         |          |         |          |         |              |              |          |         |          |         |          |         |              |

Taal die meestal of uitsluitend gesproken wordt.
|      | Aantal | Aantal | Aantal | Aandeel | Aandeel | Aandeel |
| Jaar | nl     | fr     | de     | nl      | fr      | de      |
| ---- | ------ | ------ | ------ | ------- | ------- | ------- |
| 1910 | 22.726 | 10.595 | 281    | 67,6%   | 31,5%   | 0,8%    |
| 1920 | 21.427 | 17.807 | 14     | 54,6%   | 45,4%   | 0,0%    |
| 1930 |        |        |        |         |         |         |
| 1947 |        |        |        |         |         |         |

### Neder-Over-Heembeek
De gemeente Neder-over-Heembeek werd na 1920 deel van de stad Brussel, aparte cijfers voor de tellingen van 1930 en 1947 zijn derhalve niet beschikbaar.
Gekende talen
|      | Aantal   | Aantal  | Aantal   | Aantal  | Aantal   | Aantal  | Aantal       | Aantal       | Aandeel  | Aandeel | Aandeel  | Aandeel | Aandeel  | Aandeel | Aandeel      |
| Jaar | enkel nl | fr & nl | enkel fr | de & fr | enkel de | de & nl | de & fr & nl | enkel andere | enkel nl | fr & nl | enkel fr | de & fr | enkel de | de & nl | de & fr & nl |
| ---- | -------- | ------- | -------- | ------- | -------- | ------- | ------------ | ------------ | -------- | ------- | -------- | ------- | -------- | ------- | ------------ |
| 1846 | 1.006    |         | 10       |         | 0        |         |              |              | 99,0%    |         | 1,0%     |         | 0,0%     |         |              |
| 1866 | 1.236    | 14      | 33       | 2       | 3        | 0       | 3            | 1            | 95,7%    | 1,1%    | 2,6%     | 0,2%    | 0,2%     | 0,0%    | 0,2%         |
| 1880 | 1.617    | 88      | 5        | 1       | 1        | 0       | 3            | 0            | 94,3%    | 5,1%    | 0,3%     | 0,1%    | 0,1%     | 0,0%    | 0,2%         |
| 1890 | 1.905    | 301     | 6        | 1       | 0        | 0       | 11           | 0            | 85,7%    | 13,5%   | 0,3%     | 0,0%    | 0,0%     | 0,0%    | 0,5%         |
| 1900 | 2.119    | 273     | 11       | 0       | 0        | 1       | 2            | 193          | 88,1%    | 11,3%   | 0,5%     | 0,0%    | 0,0%     | 0,0%    | 0,1%         |
| 1910 | 3.000    | 527     | 75       | 8       | 0        | 8       | 9            | 240          | 82,7%    | 14,5%   | 2,1%     | 0,2%    | 0,0%     | 0,2%    | 0,2%         |
| 1920 | 2.754    | 1.224   | 84       | 1       | 0        | 1       | 13           | 152          | 67,5%    | 30,0%   | 2,1%     | 0,0%    | 0,0%     | 0,0%    | 0,3%         |
| 1930 |          |         |          |         |          |         |              |              |          |         |          |         |          |         |              |
| 1947 |          |         |          |         |          |         |              |              |          |         |          |         |          |         |              |

Taal die meestal of uitsluitend gesproken wordt.
|      | Aantal | Aantal | Aantal | Aandeel | Aandeel | Aandeel |
| Jaar | nl     | fr     | de     | nl      | fr      | de      |
| ---- | ------ | ------ | ------ | ------- | ------- | ------- |
| 1910 | 3.471  | 138    | 18     | 95,7%   | 3,8%    | 0,5%    |
| 1920 | 3.868  | 209    | 0      | 94,9%   | 5,1%    | 0,0%    |
| 1930 |        |        |        |         |         |         |
| 1947 |        |        |        |         |         |         |

### Oudergem
De gemeente Oudergem werd pas opgericht na 1846, voordien maakte zij deel uit van de gemeente Watermaal-Bosvoorde, derhalve zijn er geen cijfers beschikbaar voor de telling van 1846.
Gekende talen
|      | Aantal   | Aantal  | Aantal   | Aantal  | Aantal   | Aantal  | Aantal       | Aantal       | Aandeel  | Aandeel | Aandeel  | Aandeel | Aandeel  | Aandeel | Aandeel      |
| Jaar | enkel nl | fr & nl | enkel fr | de & fr | enkel de | de & nl | de & fr & nl | enkel andere | enkel nl | fr & nl | enkel fr | de & fr | enkel de | de & nl | de & fr & nl |
| ---- | -------- | ------- | -------- | ------- | -------- | ------- | ------------ | ------------ | -------- | ------- | -------- | ------- | -------- | ------- | ------------ |
| 1846 |          |         |          |         |          |         |              |              |          |         |          |         |          |         |              |
| 1866 | 1.402    | 146     | 49       | 0       | 5        | 0       | 0            | 0            | 87,5%    | 9,1%    | 3,1%     | 0,0%    | 0,3%     | 0,0%    | 0,0%         |
| 1880 | 1.871    | 341     | 68       | 5       | 0        | 2       | 3            | 0            | 81,7%    | 14,9%   | 3,0%     | 0,2%    | 0,0%     | 0,1%    | 0,1%         |
| 1890 | 2.284    | 752     | 175      | 9       | 15       | 4       | 37           | 1            | 69,7%    | 23,0%   | 5,3%     | 0,3%    | 0,5%     | 0,1%    | 1,1%         |
| 1900 | 2.929    | 1.024   | 397      | 14      | 9        | 4       | 47           | 261          | 66,2%    | 23,1%   | 9,0%     | 0,3%    | 0,2%     | 0,1%    | 1,1%         |
| 1910 | 3.757    | 2.157   | 1.121    | 46      | 8        | 5       | 55           | 371          | 52,6%    | 30,2%   | 15,7%    | 0,6%    | 0,1%     | 0,1%    | 0,8%         |
| 1920 | 1.830    | 5.093   | 1.690    | 13      | 6        | 1       | 70           | 405          | 21,0%    | 58,5%   | 19,4%    | 0,1%    | 0,1%     | 0,0%    | 0,8%         |
| 1930 | 2.539    | 6.182   | 4.558    | 76      | 12       | 15      | 171          | 537          | 18,7%    | 45,6%   | 33,6%    | 0,6%    | 0,1%     | 0,1%    | 1,3%         |
| 1947 | 1.683    | 8.559   | 6.821    | 190     | 5        | 24      | 782          | 576          | 9,3%     | 47,4%   | 37,8%    | 1,1%    | 0,0%     | 0,1%    | 4,3%         |

Taal die meestal of uitsluitend gesproken wordt.
|      | Aantal | Aantal | Aantal | Aandeel | Aandeel | Aandeel |
| Jaar | nl     | fr     | de     | nl      | fr      | de      |
| ---- | ------ | ------ | ------ | ------- | ------- | ------- |
| 1910 | 5.390  | 1.710  | 49     | 75,4%   | 23,9%   | 0,7%    |
| 1920 | 5.467  | 3.230  | 6      | 62,8%   | 37,1%   | 0,1%    |
| 1930 | 5.882  | 7.627  | 34     | 43,4%   | 56,3%   | 0,3%    |
| 1947 | 4.870  | 12.591 | 22     | 27,9%   | 72,0%   | 0,1%    |

### Schaarbeek
Gekende talen
|      | Aantal   | Aantal  | Aantal   | Aantal  | Aantal   | Aantal  | Aantal       | Aantal       | Aandeel  | Aandeel | Aandeel  | Aandeel | Aandeel  | Aandeel | Aandeel      |
| Jaar | enkel nl | fr & nl | enkel fr | de & fr | enkel de | de & nl | de & fr & nl | enkel andere | enkel nl | fr & nl | enkel fr | de & fr | enkel de | de & nl | de & fr & nl |
| ---- | -------- | ------- | -------- | ------- | -------- | ------- | ------------ | ------------ | -------- | ------- | -------- | ------- | -------- | ------- | ------------ |
| 1846 | 4.379    |         | 1.705    |         | 41       |         |              |              | 71,5%    |         | 27,8%    |         | 0,7%     |         |              |
| 1866 | 6.994    | 6.212   | 3.739    | 103     | 96       | 14      | 231          | 1.314        | 40,2%    | 35,7%   | 21,5%    | 0,6%    | 0,6%     | 0,1%    | 1,3%         |
| 1880 | 14.363   | 13.548  | 9.488    | 402     | 287      | 34      | 491          | 12           | 37,2%    | 35,1%   | 24,6%    | 1,0%    | 0,7%     | 0,1%    | 1,3%         |
| 1890 | 9.973    | 27.545  | 9.697    | 685     | 165      | 155     | 1.695        | 911          | 20,0%    | 55,2%   | 19,4%    | 1,4%    | 0,3%     | 0,3%    | 3,4%         |
| 1900 | 11.361   | 32.110  | 12.822   | 1.108   | 265      | 509     | 2.038        | 2.695        | 18,9%    | 53,3%   | 21,3%    | 1,8%    | 0,4%     | 0,8%    | 3,4%         |
| 1910 | 13.677   | 40.525  | 20.975   | 1.794   | 294      | 103     | 2.126        | 2.986        | 17,2%    | 51,0%   | 26,4%    | 2,3%    | 0,4%     | 0,1%    | 2,7%         |
| 1920 | 10.198   | 53.246  | 32.271   | 549     | 27       | 25      | 1.979        | 3.231        | 10,4%    | 54,2%   | 32,8%    | 0,6%    | 0,0%     | 0,0%    | 2,0%         |
| 1930 | 11.632   | 51.277  | 47.807   | 1.727   | 306      | 95      | 2.636        | 3.242        | 10,1%    | 44,4%   | 41,4%    | 1,5%    | 0,3%     | 0,1%    | 2,3%         |
| 1947 | 8.265    | 55.561  | 44.989   | 2.456   | 397      | 494     | 8.202        | 3.307        | 6,9%     | 46,2%   | 37,4%    | 2,0%    | 0,3%     | 0,4%    | 6,8%         |

Taal die meestal of uitsluitend gesproken wordt.
|      | Aantal | Aantal | Aantal | Aandeel | Aandeel | Aandeel |
| Jaar | nl     | fr     | de     | nl      | fr      | de      |
| ---- | ------ | ------ | ------ | ------- | ------- | ------- |
| 1910 | 35.948 | 42.321 | 1.225  | 45,2%   | 53,2%   | 1,5%    |
| 1920 | 30.728 | 67.486 | 81     | 31,3%   | 68,7%   | 0,1%    |
| 1930 | 31.302 | 83.217 | 738    | 27,2%   | 72,2%   | 0,6%    |
| 1947 | 25.072 | 92.437 | 745    | 21,2%   | 78,2%   | 0,6%    |

### Sint-Agatha-Berchem
De gemeente Sint-Agatha-Berchem werd pas in 1954 op basis van de resultaten van de laatste talentelling van 1947 toegevoegd aan het tweetalige gebied van wat nu het Brussels Hoofdstedelijk Gewest is.
Gekende talen
|      | Aantal   | Aantal  | Aantal   | Aantal  | Aantal   | Aantal  | Aantal       | Aantal       | Aandeel  | Aandeel | Aandeel  | Aandeel | Aandeel  | Aandeel | Aandeel      |
| Jaar | enkel nl | fr & nl | enkel fr | de & fr | enkel de | de & nl | de & fr & nl | enkel andere | enkel nl | fr & nl | enkel fr | de & fr | enkel de | de & nl | de & fr & nl |
| ---- | -------- | ------- | -------- | ------- | -------- | ------- | ------------ | ------------ | -------- | ------- | -------- | ------- | -------- | ------- | ------------ |
| 1846 | 657      |         | 15       |         | 0        |         |              |              | 97,8%    |         | 2,2%     |         | 0,0%     |         |              |
| 1866 | 691      | 74      | 0        | 0       | 0        | 0       | 0            | 0            | 90,3%    | 9,7%    | 0,0%     | 0,0%    | 0,0%     | 0,0%    | 0,0%         |
| 1880 | 970      | 60      | 12       | 0       | 0        | 0       | 0            | 0            | 93,1%    | 5,8%    | 1,2%     | 0,0%    | 0,0%     | 0,0%    | 0,0%         |
| 1890 | 1.031    | 203     | 28       | 0       | 0        | 0       | 2            | 2            | 81,6%    | 16,1%   | 2,2%     | 0,0%    | 0,0%     | 0,0%    | 0,2%         |
| 1900 | 1.453    | 187     | 46       | 3       | 1        | 2       | 12           | 141          | 85,3%    | 11,0%   | 2,7%     | 0,2%    | 0,1%     | 0,1%    | 0,7%         |
| 1910 | 2.173    | 521     | 128      | 2       | 2        | 8       | 20           | 168          | 76,1%    | 18,3%   | 4,5%     | 0,1%    | 0,1%     | 0,3%    | 0,7%         |
| 1920 | 1.907    | 1.434   | 320      | 6       | 2        | 0       | 42           | 140          | 51,4%    | 38,6%   | 8,6%     | 0,2%    | 0,1%     | 0,0%    | 1,1%         |
| 1930 | 2.427    | 2.964   | 1.622    | 38      | 6        | 4       | 96           | 202          | 33,9%    | 41,4%   | 22,7%    | 0,5%    | 0,1%     | 0,1%    | 1,3%         |
| 1947 | 2.162    | 5.597   | 2.524    | 62      | 4        | 11      | 538          | 282          | 19,8%    | 51,4%   | 23,2%    | 0,6%    | 0,0%     | 0,1%    | 4,9%         |

Taal die meestal of uitsluitend gesproken wordt.
|      | Aantal | Aantal | Aantal | Aandeel | Aandeel | Aandeel |
| Jaar | nl     | fr     | de     | nl      | fr      | de      |
| ---- | ------ | ------ | ------ | ------- | ------- | ------- |
| 1910 | 2.177  | 649    | 28     | 76,3%   | 22,7%   | 1,0%    |
| 1920 | 2.940  | 768    | 3      | 79,2%   | 20,7%   | 0,1%    |
| 1930 | 3.799  | 3.334  | 24     | 53,1%   | 46,6%   | 0,3%    |
| 1947 | 4.805  | 6.072  | 9      | 44,1%   | 55,8%   | 0,1%    |

### Sint-Gillis
Gekende talen
|      | Aantal   | Aantal  | Aantal   | Aantal  | Aantal   | Aantal  | Aantal       | Aantal       | Aandeel  | Aandeel | Aandeel  | Aandeel | Aandeel  | Aandeel | Aandeel      |
| Jaar | enkel nl | fr & nl | enkel fr | de & fr | enkel de | de & nl | de & fr & nl | enkel andere | enkel nl | fr & nl | enkel fr | de & fr | enkel de | de & nl | de & fr & nl |
| ---- | -------- | ------- | -------- | ------- | -------- | ------- | ------------ | ------------ | -------- | ------- | -------- | ------- | -------- | ------- | ------------ |
| 1846 | 3.374    |         | 668      |         | 35       |         |              |              | 82,8%    |         | 16,4%    |         | 0,9%     |         |              |
| 1866 | 4.004    | 3.881   | 1.852    | 51      | 30       | 8       | 40           | 51           | 40,6%    | 39,3%   | 18,8%    | 0,5%    | 0,3%     | 0,1%    | 0,4%         |
| 1880 | 10.565   | 7.893   | 11.720   | 309     | 307      | 21      | 308          | 107          | 33,9%    | 25,4%   | 37,7%    | 1,0%    | 1,0%     | 0,1%    | 1,0%         |
| 1890 | 6.473    | 17.524  | 13.653   | 843     | 446      | 309     | 979          | 65           | 16,1%    | 43,6%   | 33,9%    | 2,1%    | 1,1%     | 0,8%    | 2,4%         |
| 1900 | 6.151    | 23.015  | 17.605   | 956     | 220      | 101     | 1.320        | 2.395        | 12,5%    | 46,6%   | 35,7%    | 1,9%    | 0,4%     | 0,2%    | 2,7%         |
| 1910 | 5.928    | 27.497  | 24.376   | 1.506   | 262      | 68      | 1.602        | 1.901        | 9,7%     | 44,9%   | 39,8%    | 2,5%    | 0,4%     | 0,1%    | 2,6%         |
| 1920 | 5.341    | 26.509  | 29.452   | 319     | 32       | 17      | 1.488        | 1.656        | 8,5%     | 42,0%   | 46,6%    | 0,5%    | 0,1%     | 0,0%    | 2,4%         |
| 1930 | 3.622    | 24.265  | 31.984   | 1.052   | 353      | 51      | 948          | 1.841        | 5,8%     | 39,0%   | 51,4%    | 1,7%    | 0,6%     | 0,1%    | 1,5%         |
| 1947 | 2.070    | 23.439  | 29.711   | 1.345   | 189      | 150     | 2.905        | 1.587        | 3,5%     | 39,2%   | 49,7%    | 2,2%    | 0,3%     | 0,3%    | 4,9%         |

Taal die meestal of uitsluitend gesproken wordt.
|      | Aantal | Aantal | Aantal | Aandeel | Aandeel | Aandeel |
| Jaar | nl     | fr     | de     | nl      | fr      | de      |
| ---- | ------ | ------ | ------ | ------- | ------- | ------- |
| 1910 | 16.101 | 44.298 | 840    | 26,3%   | 72,3%   | 1,4%    |
| 1920 | 11.064 | 52.023 | 71     | 17,5%   | 82,4%   | 0,1%    |
| 1930 | 11.548 | 50.095 | 598    | 18,6%   | 80,5%   | 1,0%    |
| 1947 | 6.894  | 50.290 | 315    | 12,0%   | 87,5%   | 0,5%    |

### Sint-Jans-Molenbeek
Gekende talen
|      | Aantal   | Aantal  | Aantal   | Aantal  | Aantal   | Aantal  | Aantal       | Aantal       | Aandeel  | Aandeel | Aandeel  | Aandeel | Aandeel  | Aandeel | Aandeel      |
| Jaar | enkel nl | fr & nl | enkel fr | de & fr | enkel de | de & nl | de & fr & nl | enkel andere | enkel nl | fr & nl | enkel fr | de & fr | enkel de | de & nl | de & fr & nl |
| ---- | -------- | ------- | -------- | ------- | -------- | ------- | ------------ | ------------ | -------- | ------- | -------- | ------- | -------- | ------- | ------------ |
| 1846 | 10.121   |         | 1.856    |         | 67       |         |              |              | 84,0%    |         | 15,4%    |         | 0,6%     |         |              |
| 1866 | 14.907   | 6.339   | 2.715    | 78      | 154      | 32      | 79           | 23           | 61,3%    | 26,1%   | 11,2%    | 0,3%    | 0,6%     | 0,1%    | 0,3%         |
| 1880 | 25.256   | 8.151   | 4.629    | 224     | 520      | 63      | 182          | 193          | 64,7%    | 20,9%   | 11,9%    | 0,6%    | 1,3%     | 0,2%    | 0,5%         |
| 1890 | 23.760   | 18.682  | 5.021    | 176     | 193      | 102     | 724          | 65           | 48,8%    | 38,4%   | 10,3%    | 0,4%    | 0,4%     | 0,2%    | 1,5%         |
| 1900 | 23.028   | 24.358  | 6.526    | 292     | 196      | 103     | 896          | 3.046        | 41,6%    | 44,0%   | 11,8%    | 0,5%    | 0,4%     | 0,2%    | 1,6%         |
| 1910 | 24.910   | 31.331  | 11.663   | 486     | 182      | 93      | 1.282        | 2.836        | 35,6%    | 44,8%   | 16,7%    | 0,7%    | 0,3%     | 0,1%    | 1,8%         |
| 1920 | 19.046   | 37.031  | 11.024   | 45      | 16       | 32      | 461          | 3.570        | 28,2%    | 54,7%   | 16,3%    | 0,1%    | 0,0%     | 0,0%    | 0,7%         |
| 1930 | 17.451   | 32.307  | 12.144   | 287     | 101      | 36      | 599          | 1.850        | 27,7%    | 51,3%   | 19,3%    | 0,5%    | 0,2%     | 0,1%    | 1,0%         |
| 1947 | 10.637   | 36.082  | 12.211   | 419     | 64       | 149     | 2.761        | 1.599        | 17,1%    | 57,9%   | 19,6%    | 0,7%    | 0,1%     | 0,2%    | 4,4%         |

Taal die meestal of uitsluitend gesproken wordt.
|      | Aantal | Aantal | Aantal | Aandeel | Aandeel | Aandeel |
| Jaar | nl     | fr     | de     | nl      | fr      | de      |
| ---- | ------ | ------ | ------ | ------- | ------- | ------- |
| 1910 | 43.116 | 26.274 | 557    | 61,6%   | 37,6%   | 0,8%    |
| 1920 | 39.106 | 28.517 | 32     | 57,8%   | 42,2%   | 0,0%    |
| 1930 | 34.968 | 27.716 | 189    | 55,6%   | 44,1%   | 0,3%    |
| 1947 | 26.080 | 33.090 | 116    | 44,0%   | 55,8%   | 0,2%    |

### Sint-Joost-ten-Node
Gekende talen
|      | Aantal   | Aantal  | Aantal   | Aantal  | Aantal   | Aantal  | Aantal       | Aantal       | Aandeel  | Aandeel | Aandeel  | Aandeel | Aandeel  | Aandeel | Aandeel      |
| Jaar | enkel nl | fr & nl | enkel fr | de & fr | enkel de | de & nl | de & fr & nl | enkel andere | enkel nl | fr & nl | enkel fr | de & fr | enkel de | de & nl | de & fr & nl |
| ---- | -------- | ------- | -------- | ------- | -------- | ------- | ------------ | ------------ | -------- | ------- | -------- | ------- | -------- | ------- | ------------ |
| 1846 | 7.253    |         | 7.329    |         | 102      |         |              |              | 49,4%    |         | 49,9%    |         | 0,7%     |         |              |
| 1866 | 6.887    | 7.743   | 6.329    | 247     | 248      | 29      | 244          | 184          | 31,7%    | 35,6%   | 29,1%    | 1,1%    | 1,1%     | 0,1%    | 1,1%         |
| 1880 | 7.314    | 10.220  | 7.704    | 419     | 367      | 14      | 453          | 467          | 27,6%    | 38,6%   | 29,1%    | 1,6%    | 1,4%     | 0,1%    | 1,7%         |
| 1890 | 4.038    | 16.233  | 7.401    | 458     | 144      | 49      | 954          | 432          | 13,8%    | 55,4%   | 25,3%    | 1,6%    | 0,5%     | 0,2%    | 3,3%         |
| 1900 | 3.156    | 16.486  | 8.927    | 816     | 249      | 50      | 1.060        | 1.396        | 10,3%    | 53,6%   | 29,0%    | 2,7%    | 0,8%     | 0,2%    | 3,4%         |
| 1910 | 3.349    | 14.859  | 10.547   | 1.008   | 243      | 36      | 1.035        | 788          | 10,8%    | 47,8%   | 33,9%    | 3,2%    | 0,8%     | 0,1%    | 3,3%         |
| 1920 | 3.402    | 14.001  | 12.396   | 221     | 240      | 10      | 618          | 955          | 11,0%    | 45,3%   | 40,1%    | 0,7%    | 0,8%     | 0,0%    | 2,0%         |
| 1930 | 1.889    | 14.302  | 12.355   | 796     | 95       | 25      | 795          | 660          | 6,2%     | 47,3%   | 40,8%    | 2,6%    | 0,3%     | 0,1%    | 2,6%         |
| 1947 | 1.649    | 11.804  | 11.155   | 708     | 135      | 124     | 1.871        | 709          | 6,0%     | 43,0%   | 40,6%    | 2,6%    | 0,5%     | 0,5%    | 6,8%         |

Taal die meestal of uitsluitend gesproken wordt.
|      | Aantal | Aantal | Aantal | Aandeel | Aandeel | Aandeel |
| Jaar | nl     | fr     | de     | nl      | fr      | de      |
| ---- | ------ | ------ | ------ | ------- | ------- | ------- |
| 1910 | 8.769  | 21.553 | 755    | 28,2%   | 69,4%   | 2,4%    |
| 1920 | 8.192  | 19.427 | 269    | 29,4%   | 69,7%   | 1,0%    |
| 1930 | 5.895  | 24.106 | 252    | 19,5%   | 79,7%   | 0,8%    |
| 1947 | 5.109  | 20.825 | 252    | 19,5%   | 79,5%   | 1,0%    |

### Sint-Lambrechts-Woluwe
Gekende talen
|      | Aantal   | Aantal  | Aantal   | Aantal  | Aantal   | Aantal  | Aantal       | Aantal       | Aandeel  | Aandeel | Aandeel  | Aandeel | Aandeel  | Aandeel | Aandeel      |
| Jaar | enkel nl | fr & nl | enkel fr | de & fr | enkel de | de & nl | de & fr & nl | enkel andere | enkel nl | fr & nl | enkel fr | de & fr | enkel de | de & nl | de & fr & nl |
| ---- | -------- | ------- | -------- | ------- | -------- | ------- | ------------ | ------------ | -------- | ------- | -------- | ------- | -------- | ------- | ------------ |
| 1846 | 1.176    |         | 5        |         | 1        |         |              |              | 99,5%    |         | 0,4%     |         | 0,1%     |         |              |
| 1866 | 1.253    | 53      | 11       | 1       | 6        | 0       | 0            | 1            | 94,6%    | 4,0%    | 0,8%     | 0,1%    | 0,5%     | 0,0%    | 0,0%         |
| 1880 | 1.401    | 137     | 12       | 1       | 0        | 1       | 0            | 0            | 90,3%    | 8,8%    | 0,8%     | 0,1%    | 0,0%     | 0,1%    | 0,0%         |
| 1890 | 1.866    | 384     | 40       | 2       | 0        | 0       | 5            | 1            | 81,2%    | 16,7%   | 1,7%     | 0,1%    | 0,0%     | 0,0%    | 0,2%         |
| 1900 | 2.477    | 607     | 186      | 2       | 1        | 3       | 18           | 174          | 75,2%    | 18,4%   | 5,6%     | 0,1%    | 0,0%     | 0,1%    | 0,5%         |
| 1910 | 3.839    | 2.262   | 2.035    | 121     | 14       | 13      | 189          | 410          | 45,3%    | 26,7%   | 24,0%    | 1,4%    | 0,2%     | 0,2%    | 2,2%         |
| 1920 | 3.328    | 4.126   | 3.040    | 51      | 5        | 1       | 100          | 649          | 31,2%    | 38,7%   | 28,5%    | 0,5%    | 0,0%     | 0,0%    | 0,9%         |
| 1930 | 3.461    | 6.799   | 6.853    | 219     | 18       | 11      | 327          | 556          | 19,6%    | 38,4%   | 38,7%    | 1,2%    | 0,1%     | 0,1%    | 1,8%         |
| 1947 | 2.465    | 9.906   | 11.319   | 452     | 29       | 36      | 1.359        | 778          | 9,6%     | 38,7%   | 44,3%    | 1,8%    | 0,1%     | 0,1%    | 5,3%         |

Taal die meestal of uitsluitend gesproken wordt.
|      | Aantal | Aantal | Aantal | Aandeel | Aandeel | Aandeel |
| Jaar | nl     | fr     | de     | nl      | fr      | de      |
| ---- | ------ | ------ | ------ | ------- | ------- | ------- |
| 1910 | 5.452  | 2.964  | 57     | 64,3%   | 35,0%   | 0,7%    |
| 1920 | 5.928  | 4.709  | 14     | 55,7%   | 44,2%   | 0,1%    |
| 1930 | 7.157  | 10.441 | 55     | 40,5%   | 59,1%   | 0,3%    |
| 1947 | 6.662  | 18.628 | 59     | 26,3%   | 73,5%   | 0,2%    |

### Sint-Pieters-Woluwe
Gekende talen
|      | Aantal   | Aantal  | Aantal   | Aantal  | Aantal   | Aantal  | Aantal       | Aantal       | Aandeel  | Aandeel | Aandeel  | Aandeel | Aandeel  | Aandeel | Aandeel      |
| Jaar | enkel nl | fr & nl | enkel fr | de & fr | enkel de | de & nl | de & fr & nl | enkel andere | enkel nl | fr & nl | enkel fr | de & fr | enkel de | de & nl | de & fr & nl |
| ---- | -------- | ------- | -------- | ------- | -------- | ------- | ------------ | ------------ | -------- | ------- | -------- | ------- | -------- | ------- | ------------ |
| 1846 | 1.302    |         | 15       |         | 1        |         |              |              | 98,8%    |         | 1,1%     |         | 0,1%     |         |              |
| 1866 | 1.309    | 8       | 18       | 0       | 0        | 0       | 0            | 0            | 98,1%    | 0,6%    | 1,3%     | 0,0%    | 0,0%     | 0,0%    | 0,0%         |
| 1880 | 1.487    | 33      | 6        | 0       | 0        | 0       | 0            | 0            | 97,4%    | 2,2%    | 0,4%     | 0,0%    | 0,0%     | 0,0%    | 0,0%         |
| 1890 | 1.868    | 69      | 36       | 0       | 0        | 0       | 3            | 0            | 94,5%    | 3,5%    | 1,8%     | 0,0%    | 0,0%     | 0,0%    | 0,2%         |
| 1900 | 2.111    | 230     | 134      | 2       | 0        | 3       | 7            | 199          | 84,9%    | 9,2%    | 5,4%     | 0,1%    | 0,0%     | 0,1%    | 0,3%         |
| 1910 | 2.672    | 1.110   | 1.090    | 83      | 3        | 1       | 66           | 282          | 53,2%    | 22,1%   | 21,7%    | 1,7%    | 0,1%     | 0,0%    | 1,3%         |
| 1920 | 2.477    | 2.811   | 2.343    | 40      | 1        | 0       | 122          | 278          | 31,8%    | 36,1%   | 30,1%    | 0,5%    | 0,0%     | 0,0%    | 1,6%         |
| 1930 | 3.265    | 4.096   | 5.184    | 141     | 15       | 9       | 261          | 541          | 25,2%    | 31,6%   | 40,0%    | 1,1%    | 0,1%     | 0,1%    | 2,0%         |
| 1947 | 2.087    | 7.569   | 6.847    | 306     | 14       | 21      | 1.033        | 578          | 11,7%    | 42,3%   | 38,3%    | 1,7%    | 0,1%     | 0,1%    | 5,8%         |

Taal die meestal of uitsluitend gesproken wordt.
|      | Aantal | Aantal | Aantal | Aandeel | Aandeel | Aandeel |
| Jaar | nl     | fr     | de     | nl      | fr      | de      |
| ---- | ------ | ------ | ------ | ------- | ------- | ------- |
| 1910 | 3.328  | 1.673  | 24     | 66,2%   | 33,3%   | 0,5%    |
| 1920 | 4.262  | 2.943  | 9      | 59,1%   | 40,8%   | 0,1%    |
| 1930 | 5.332  | 7.603  | 35     | 41,1%   | 58,6%   | 0,3%    |
| 1947 | 5.499  | 12.302 | 32     | 30,8%   | 69,0%   | 0,2%    |

### Ukkel
Gekende talen
|      | Aantal   | Aantal  | Aantal   | Aantal  | Aantal   | Aantal  | Aantal       | Aantal       | Aandeel  | Aandeel | Aandeel  | Aandeel | Aandeel  | Aandeel | Aandeel      |
| Jaar | enkel nl | fr & nl | enkel fr | de & fr | enkel de | de & nl | de & fr & nl | enkel andere | enkel nl | fr & nl | enkel fr | de & fr | enkel de | de & nl | de & fr & nl |
| ---- | -------- | ------- | -------- | ------- | -------- | ------- | ------------ | ------------ | -------- | ------- | -------- | ------- | -------- | ------- | ------------ |
| 1846 | 6.044    |         | 289      |         | 1        |         |              |              | 95,4%    |         | 4,6%     |         | 0,0%     |         |              |
| 1866 | 6.850    | 492     | 367      | 4       | 77       | 1       | 2            | 19           | 87,9%    | 6,3%    | 4,7%     | 0,1%    | 1,0%     | 0,0%    | 0,0%         |
| 1880 | 8.132    | 1.218   | 694      | 31      | 10       | 9       | 24           | 3            | 80,4%    | 12,0%   | 6,9%     | 0,3%    | 0,1%     | 0,1%    | 0,2%         |
| 1890 | 7.504    | 4.838   | 921      | 16      | 18       | 19      | 81           | 6            | 56,0%    | 36,1%   | 6,9%     | 0,1%    | 0,1%     | 0,1%    | 0,6%         |
| 1900 | 7.943    | 6.453   | 2.345    | 75      | 17       | 4       | 186          | 1.011        | 46,7%    | 37,9%   | 13,8%    | 0,4%    | 0,1%     | 0,0%    | 1,1%         |
| 1910 | 9.074    | 10.169  | 5.818    | 352     | 61       | 25      | 449          | 1.031        | 35,0%    | 39,2%   | 22,4%    | 1,4%    | 0,2%     | 0,1%    | 1,7%         |
| 1920 | 6.436    | 14.655  | 9.290    | 132     | 3        | 4       | 370          | 1.166        | 20,8%    | 47,4%   | 30,1%    | 0,4%    | 0,0%     | 0,0%    | 1,2%         |
| 1930 | 5.524    | 18.422  | 16.739   | 498     | 40       | 17      | 772          | 1.310        | 13,1%    | 43,8%   | 39,8%    | 1,2%    | 0,1%     | 0,0%    | 1,8%         |
| 1947 | 3.721    | 23.284  | 23.272   | 1.184   | 101      | 69      | 2.863        | 1.662        | 6,8%     | 42,7%   | 42,7%    | 2,2%    | 0,2%     | 0,1%    | 5,3%         |

Taal die meestal of uitsluitend gesproken wordt.
|      | Aantal | Aantal | Aantal | Aandeel | Aandeel | Aandeel |
| Jaar | nl     | fr     | de     | nl      | fr      | de      |
| ---- | ------ | ------ | ------ | ------- | ------- | ------- |
| 1910 | 15.739 | 10.004 | 205    | 60,7%   | 38,6%   | 0,8%    |
| 1920 | 14.909 | 15.960 | 21     | 48,3%   | 51,7%   | 0,1%    |
| 1930 | 14.768 | 26.175 | 111    | 36,0%   | 63,8%   | 0,3%    |
| 1947 | 10.824 | 40.990 | 214    | 20,8%   | 78,8%   | 0,4%    |

### Vorst
Gekende talen
|      | Aantal   | Aantal  | Aantal   | Aantal  | Aantal   | Aantal  | Aantal       | Aantal       | Aandeel  | Aandeel | Aandeel  | Aandeel | Aandeel  | Aandeel | Aandeel      |
| Jaar | enkel nl | fr & nl | enkel fr | de & fr | enkel de | de & nl | de & fr & nl | enkel andere | enkel nl | fr & nl | enkel fr | de & fr | enkel de | de & nl | de & fr & nl |
| ---- | -------- | ------- | -------- | ------- | -------- | ------- | ------------ | ------------ | -------- | ------- | -------- | ------- | -------- | ------- | ------------ |
| 1846 | 1.220    |         | 97       |         | 5        |         |              |              | 92,3%    |         | 7,3%     |         | 0,4%     |         |              |
| 1866 | 1.782    | 260     | 129      | 3       | 3        | 3       | 4            | 0            | 81,6%    | 11,9%   | 5,9%     | 0,1%    | 0,1%     | 0,1%    | 0,2%         |
| 1880 | 2.674    | 830     | 389      | 14      | 9        | 11      | 49           | 0            | 67,3%    | 20,9%   | 9,8%     | 0,4%    | 0,2%     | 0,3%    | 1,2%         |
| 1890 | 2.710    | 2.216   | 753      | 37      | 43       | 11      | 114          | 1            | 46,1%    | 37,7%   | 12,8%    | 0,6%    | 0,7%     | 0,2%    | 1,9%         |
| 1900 | 3.487    | 3.319   | 1.770    | 107     | 31       | 15      | 207          | 573          | 39,0%    | 37,1%   | 19,8%    | 1,2%    | 0,3%     | 0,2%    | 2,3%         |
| 1910 | 5.247    | 8.756   | 7.975    | 413     | 207      | 38      | 532          | 1.060        | 22,6%    | 37,8%   | 34,4%    | 1,8%    | 0,9%     | 0,2%    | 2,3%         |
| 1920 | 4.066    | 12.942  | 12.142   | 119     | 13       | 1       | 519          | 1.350        | 13,6%    | 43,4%   | 40,7%    | 0,4%    | 0,0%     | 0,0%    | 1,7%         |
| 1930 | 3.671    | 16.191  | 17.391   | 471     | 101      | 23      | 664          | 1.082        | 9,5%     | 42,0%   | 45,2%    | 1,2%    | 0,3%     | 0,1%    | 1,7%         |
| 1947 | 2.650    | 19.381  | 20.685   | 826     | 75       | 71      | 2.426        | 1.256        | 5,7%     | 42,0%   | 44,9%    | 1,8%    | 0,2%     | 0,2%    | 5,3%         |

Taal die meestal of uitsluitend gesproken wordt.
|      | Aantal | Aantal | Aantal | Aandeel | Aandeel | Aandeel |
| Jaar | nl     | fr     | de     | nl      | fr      | de      |
| ---- | ------ | ------ | ------ | ------- | ------- | ------- |
| 1910 | 9.025  | 13.716 | 427    | 39,0%   | 59,2%   | 1,8%    |
| 1920 | 9.780  | 19.908 | 24     | 32,9%   | 67,0%   | 0,1%    |
| 1930 | 11.234 | 27.011 | 249    | 29,2%   | 70,2%   | 0,6%    |
| 1947 | 8.133  | 37.220 | 126    | 17,9%   | 81,8%   | 0,3%    |

### Watermaal-Bosvoorde
Gekende talen
|      | Aantal   | Aantal  | Aantal   | Aantal  | Aantal   | Aantal  | Aantal       | Aantal       | Aandeel  | Aandeel | Aandeel  | Aandeel | Aandeel  | Aandeel | Aandeel      |
| Jaar | enkel nl | fr & nl | enkel fr | de & fr | enkel de | de & nl | de & fr & nl | enkel andere | enkel nl | fr & nl | enkel fr | de & fr | enkel de | de & nl | de & fr & nl |
| ---- | -------- | ------- | -------- | ------- | -------- | ------- | ------------ | ------------ | -------- | ------- | -------- | ------- | -------- | ------- | ------------ |
| 1846 | 3.877    |         | 63       |         | 9        |         |              |              | 98,2%    |         | 1,6%     |         | 0,2%     |         |              |
| 1866 | 2.096    | 82      | 47       | 0       | 7        | 0       | 0            | 0            | 93,9%    | 3,7%    | 2,1%     | 0,0%    | 0,3%     | 0,0%    | 0,0%         |
| 1880 | 2.434    | 586     | 388      | 24      | 0        | 1       | 20           | 0            | 70,5%    | 17,0%   | 11,2%    | 0,7%    | 0,0%     | 0,0%    | 0,6%         |
| 1890 | 2.050    | 2.380   | 522      | 57      | 5        | 35      | 34           | 1            | 40,3%    | 46,8%   | 10,3%    | 1,1%    | 0,1%     | 0,7%    | 0,7%         |
| 1900 | 2.562    | 2.376   | 1.082    | 59      | 4        | 11      | 86           | 340          | 41,5%    | 38,4%   | 17,5%    | 1,0%    | 0,1%     | 0,2%    | 1,4%         |
| 1910 | 2.674    | 3.224   | 2.001    | 124     | 58       | 13      | 169          | 350          | 32,4%    | 39,0%   | 24,2%    | 1,5%    | 0,7%     | 0,2%    | 2,0%         |
| 1920 | 1.888    | 4.440   | 2.953    | 42      | 0        | 3       | 129          | 641          | 20,0%    | 47,0%   | 31,2%    | 0,4%    | 0,0%     | 0,0%    | 1,4%         |
| 1930 | 2.051    | 6.736   | 6.479    | 125     | 3        | 4       | 233          | 507          | 13,1%    | 43,1%   | 41,4%    | 0,8%    | 0,0%     | 0,0%    | 1,5%         |
| 1947 | 1.324    | 8.295   | 8.343    | 273     | 7        | 22      | 927          | 492          | 6,9%     | 43,2%   | 43,5%    | 1,4%    | 0,0%     | 0,1%    | 4,8%         |

Taal die meestal of uitsluitend gesproken wordt.
|      | Aantal | Aantal | Aantal | Aandeel | Aandeel | Aandeel |
| Jaar | nl     | fr     | de     | nl      | fr      | de      |
| ---- | ------ | ------ | ------ | ------- | ------- | ------- |
| 1910 | 4.657  | 3.496  | 110    | 56,4%   | 42,3%   | 1,3%    |
| 1920 | 4.630  | 4.825  | 0      | 49,0%   | 51,0%   | 0,0%    |
| 1930 | 5.339  | 10.205 | 28     | 34,3%   | 65,5%   | 0,2%    |
| 1947 | 4.285  | 14.620 | 24     | 22,6%   | 77,2%   | 0,1%    |

### Brussels Hoofdstedelijk Gewest
Gereconstrueerde resultaten op basis van de 19 gemeenten die deel uitmaken van het huidige Brussels Hoofdstedelijk Gewest.
Gekende talen
|      | Aantal   | Aantal  | Aantal   | Aantal  | Aantal   | Aantal  | Aantal       | Aantal       | Aandeel  | Aandeel | Aandeel  | Aandeel | Aandeel  | Aandeel | Aandeel      |
| Jaar | enkel nl | fr & nl | enkel fr | de & fr | enkel de | de & nl | de & fr & nl | enkel andere | enkel nl | fr & nl | enkel fr | de & fr | enkel de | de & nl | de & fr & nl |
| ---- | -------- | ------- | -------- | ------- | -------- | ------- | ------------ | ------------ | -------- | ------- | -------- | ------- | -------- | ------- | ------------ |
| 1846 | 141.070  |         | 67.701   |         | 1.343    |         |              |              | 67,1%    |         | 32,2%    |         | 0,6%     |         |              |
| 1866 | 142.813  | 97.948  | 59.882   | 1.834   | 1.853    | 417     | 1.900        | 2.545        | 46,6%    | 31,9%   | 19,5%    | 0,6%    | 0,6%     | 0,1%    | 0,6%         |
| 1880 | 183.383  | 114.268 | 101.406  | 4.283   | 3.948    | 474     | 4.011        | 2.919        | 44,5%    | 27,8%   | 24,6%    | 1,0%    | 1,0%     | 0,1%    | 1,0%         |
| 1890 | 154.374  | 233.005 | 107.932  | 6.724   | 2.340    | 1.248   | 12.552       | 1.994        | 29,8%    | 45,0%   | 20,8%    | 1,3%    | 0,5%     | 0,2%    | 2,4%         |
| 1900 | 159.815  | 267.988 | 144.922  | 9.344   | 2.773    | 1.441   | 14.596       | 29.584       | 26,6%    | 44,6%   | 24,1%    | 1,6%    | 0,5%     | 0,2%    | 2,4%         |
| 1910 | 182.078  | 311.227 | 206.211  | 13.678  | 3.651    | 1.108   | 16.742       | 27.200       | 24,8%    | 42,4%   | 28,1%    | 1,9%    | 0,5%     | 0,2%    | 2,3%         |
| 1920 | 131.978  | 376.210 | 252.545  | 3.754   | 634      | 177     | 11.616       | 27.107       | 17,0%    | 48,4%   | 32,5%    | 0,5%    | 0,1%     | 0,0%    | 1,5%         |
| 1930 | 127.279  | 381.144 | 331.052  | 10.632  | 2.227    | 701     | 14.437       | 24.711       | 14,7%    | 43,9%   | 38,2%    | 1,2%    | 0,3%     | 0,1%    | 1,7%         |
| 1947 | 87.533   | 419.955 | 353.587  | 16.189  | 1.831    | 2.100   | 49.408       | 25.326       | 9,4%     | 45,1%   | 38,0%    | 1,7%    | 0,2%     | 0,2%    | 5,3%         |

Taal die meestal of uitsluitend gesproken wordt.
|      | Aantal  | Aantal  | Aantal | Aandeel | Aandeel | Aandeel |
| Jaar | nl      | fr      | de     | nl      | fr      | de      |
| ---- | ------- | ------- | ------ | ------- | ------- | ------- |
| 1910 | 352.349 | 371.311 | 11.025 | 48,0%   | 50,5%   | 1,5%    |
| 1920 | 304.898 | 469.683 | 1.094  | 39,3%   | 60,6%   | 0,1%    |
| 1930 | 300.575 | 559.664 | 4.769  | 34,7%   | 64,7%   | 0,6%    |
| 1947 | 231.702 | 674.952 | 3.422  | 25,5%   | 74,2%   | 0,4%    |